# Psychotria hombroniana
Psychotria hombroniana är en måreväxtart som först beskrevs av Henri Ernest Baillon, och fick sitt nu gällande namn av Francis Raymond Fosberg. Psychotria hombroniana ingår i släktet Psychotria och familjen måreväxter.

## Underarter
Arten delas in i följande underarter:
- P. h. canfieldiae
- P. h. carolinensis
- P. h. hirtella
- P. h. hombroniana
- P. h. kusaiensis
- P. h. ladronica
- P. h. mariannensis
- P. h. peliliuensis